# Durvavitorlájú törpedenevér
A durvavitorlájú törpedenevér (Pipistrellus nathusii) az emlősök (Mammalia) osztályának a denevérek (Chiroptera) rendjébe, ezen belül a kis denevérek (Microchiroptera) alrendjébe és a simaorrú denevérek (Vespertilionidae) családjába tartozó faj.

## Előfordulása
Európában és Ázsia keleti részén honos. Portugáliától a Kaszpi-tengerig, északon Szentpétervárig, délen Görögországig fordul elő.
Magyarország déli részén szórványosan él.

## Megjelenése
A durvavitorlájú törpedenevér testhossza 4,4-4,8 centiméter, farokhossza 3,4-4 centiméter, magassága 0,65-0,8 centiméter, alkarhossza 3,1-3,6 centiméter és testtömege 6-9 gramm. Külsőre igen hasonló a közönséges törpedenevérhez (Pipistrellus pipistrellus) és a fehérszélű törpedenevérhez (Pipistrellus kuhlii). Bundája vörösebb, füle rövid és keskenyebb, a fülfedő hosszabb, ovális és egyenesebb szélű, mint a törpedenevérnél.

## Életmódja
A durvavitorlájú törpedenevér gyümölcsösökben, parkokban, esetenként lakott településeken él. Nyáron faodvakban, hasadékokban, szűk mélyedésekben alszik, és ott is telel át. Ügyesen és kitartóan repül, nagy távolságokra vándorol. A leghosszabb ilyen mért távolság 1600 km volt. Vizek fölött alacsonyan, nyílt területeken akár 15 méter magasan is vadászik. Tápláléka főleg kérészek, tegzesek, kétszárnyúak, lepkék, melyeket repülés közben fog meg. Röpte gyors, egyenes.